# Ензим (завод)
«Ензим» раніше Ладижинський завод біо- та ферментних препаратів — промислове підприємство з виробництва біотехнологічної продукції. Засновано 8 серпня 1970 року (первинна назва — Ладижинський завод біо- та ферментних препаратів «Ензим») в місті Ладижин. 
Після тимчасового занепаду в 90-х рр. підприємство відновило свою діяльність і навіть розширило асортимент продукції. На сьогодні є найбільшим біотехнологічним промисловим майданчиком на території України, здатним випускати до 6000 товарних тонн продукції на рік.
Ферментні препарати Ладижинського заводу ферментних препаратів «Ензим» використовуються в таких галузях економіки:
- в харчовій промисловості (виробництво борошняних кондитерських виробів, хлібопекарна, спиртова, виноробна, пивоварна, крохмале-патокова, плодоовочева, сироробна промисловість),
- у целюлозно-паперовій промисловості,
- в легкій промисловості (виробництво натуральних шкір),
- у хімічній промисловості (виробництво СМЗ),
- у сільському господарстві (птахівництво, тваринництво та рибництво).

## Історія
- 8 серпня 1970 — Постанова ЦК КПРС і Кабінету Міністрів СРСР № 664 про будівництво в м. Ладижин заводу з виробництва ферментів (ензимів) шляхом мікробіологічного синтезу для потреб різних галузей народного господарства.

- Введення в експлуатацію 1-ї черги заводу — відбулося в січні 1971 р.

- Введення в експлуатацію 2-ї черги — в грудні 1981 р.[2] У колишньому СРСР «Ензим» був найбільшим виробником ферментних препаратів. Підприємство укомплектоване фахівцями найвищого класу в галузі біотехнології мікробного синтезу[2]. Після тимчасового занепаду в 90-х роках фірма відновила свою діяльність і навіть розширила асортимент продукції[3].

- Сьогодні виробництво промислових ферментних препаратів в Україні фактично зосереджене лише на одному підприємстві — Ладижинському заводі біо- та ферментних препаратів «Ензим».[1]
- Після розпаду СРСР, в 1991 році, поступово розпочався розподіл заводу на ВАТ «Фермент», ЗАТ «Ензим», Державне підприємство «Ензим» та Дочірнє підприємство «Ензим».[4]

Основні напрямки діяльності «Ензима»: виробництво інших основних органічних хімічних речовин (основний), виробництво фармацевтичних препаратів і матеріалів, оптова торгівля фармацевтичними товарами, роздрібна торгівля фармацевтичними товарами в спеціалізованих магазинах, будівництво житлових і нежитлових будівель.

### Модернізація
Після відкриття заводу з виробництва Радянським Союзом проводилося кілька модернізацій, добудовувалися цілі цехи. Завод доукомплектовували найсучаснішим технологічним обладнанням провідних зарубіжних фірм. Був введений в дію цех дослідного виробництва повністю на французькому обладнанні, цех фармацевтичного виробництва на німецькому обладнанні фірми Linde.

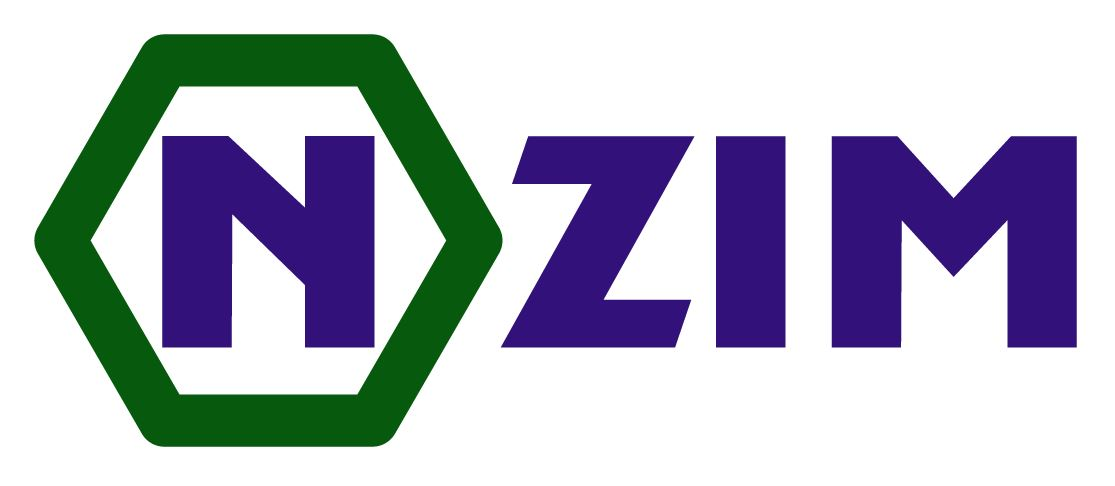
Офіційний логотип ДП «Ензим»

«Ензим» розпочало свою роботу 01.12.2004 року. Підприємство спеціалізується на виробництві продукції мікробіологічного синтезу, фармацевтичних препаратів та інших органічних речовин.
Виробнича потужність — 4652,9 ум. тонн ферментних препаратів в рік та 17 млн флаконів препаратів для ін'єкцій.
Продукція підприємства застосовується в кормовиробництві сільського господарства, в спиртовій галузі, в виробництві пива та в медицині.
Підприємство оснащене сучасним устаткуванням відомих закордонних фірм Франції та Німеччини.
Для реалізації препаратів в сфері сільського господарства, а також для розробки системних технологій підвищення ефективності сільського господарства MAStech було організовано підприємство Торговий Дім «Ензим-Агро».[неавторитетне джерело]

## Нагороди
- У 1-му півріччі 1983—1984 рр за досягнення високих показників у соцзмаганні «За підвищення ефективності виробництва і якості роботи між промисловими підприємствами області» заводу присуджено 1 місце з врученням перехідного Червоного прапора Вінницького обкому Компартії України, виконкому обласної Ради народних депутатів, обласної Ради профспілок та обкому ЛКСМ України.[2]

- За успішне виконання планових завдань та соціалістичних зобов'язань в III кварталі 1984 р. заводу присуджено 1 місце з врученням перехідного Червоного Прапора Главмікробіопрома і ЦК профспілок робітників хімічної та нафтохімічної промисловості.[2]

- 2001 р. працівники заводу стали лауреатами Державної премії України в галузі науки і техніки за цикл робіт «Теорія та практика біотехнології випуску ксампану та енпосану, розробка наукових засад та технологій їх використання в текстильній, хімічній, харчовій промисловостях та сільському господарстві».

## Контроль якості
Сертифікація системи управління якістю на відповідність вимогам ДСТУ ISO 9001 на ДП «Ензим» вперше була проведена ще в 2008 році. Згодом кілька разів підприємство було ресертифіковане відповідно до вимог оновлених версій ДСТУ ISO 9001.
Протягом двох останніх років фахівцями підприємства розроблена і впроваджена система управління безпекою харчових продуктів відповідно до ISO 22000: 2005 та ДСТУ ISO 22000: 2007.
З 15 червня 2018 року на ДП «Ензим» компанією «Євростандартсертифікація» сертифікована інтегрована система управління (ІСУ) на відповідність вимогам вітчизняних і міжнародних стандартів, таких як: ISO 9001: 2015 і ISO 22000: 2005, а також ДСТУ ISO 9001: 2015 і ДСТУ ISO 22000: 2007.

## Напрями діяльності

### Виробництво:[2]
1. ферментні препарати для сільського господарства
2. ферментні комплекси для годівлі сільськогосподарських тварин
  1. ферменти
  2. пробіотики
  3. сорбенти
  4. підсилювачі
  5. антибіотики
  6. консерванти
3. пробіотичні препарати
4. біологічні засоби захисту рослин та мікродобрива[10]
  1. біологічні фунгіциди (Триходермін, ФітоДоктор, Гаубсин)
  2. біологічні інсектициди (Актарофіт, Колорадоцид, Ентоцид (Метаризин)
  3. інокулянти для зернових та технічних культур BINOC
  4. інокулянти для бобових
  5. біологічні добрива (в тому числі Гумат Калію)
  6. мікродобрива (в хелатній формі)
  7. ад'юванти, склеювачі
  8. біодеструктори рослинного матеріалу (Целюлад)
  9. Для потреб фермерських господарств, а також для підприємств, які не потребують значних об'ємів засобів захисту рослин та добрив компанією «Ензим-Агро» була розроблена фасовка для дачників.
5. препарати для очищення води та ґрунту
6. готові лікарські засоби і медичні субстанції